# Alex Cordaz
Alex Cordaz (Vittorio Veneto, 1º gennaio 1983) è un ex calciatore italiano, di ruolo portiere.

## Biografia
Il 16 maggio 2006, durante la sua militanza nell'Acireale, rimane coinvolto in un incidente stradale mortale nel siracusano: nel sinistro perde la vita la sua fidanzata, la lentinese Moira Sesto, che viaggiava in auto con lui. In conseguenza di ciò, Cordaz – che fu trovato positivo al test alcolimetrico, con valori tre volte sopra il limite – nel 2013 verrà condannato in via definitiva a quattro anni per omicidio colposo; non andrà in carcere, ottenendo l'affidamento ai servizi sociali per tutta la durata della pena.

## Carriera

### Esordi e giovanili dell'Inter
Muove i primi passi in società minori venete, approdando quindicenne alla Reggiana. Acquistato dall'Inter nel 2000, nella stagione 2001-2002 difende i pali della squadra Primavera e contribuisce ai successi nel Torneo di Viareggio e nel campionato di categoria.

### Inter e prestiti a Spezia, Acireale e Pizzighettone
Trascorsa la stagione 2002-2003 in prestito allo Spezia come riserva di Rubini, nell'estate 2003 fa rientro in nerazzurro. Ottiene l'unica presenza con la squadra il 4 febbraio 2004 nelle semifinali di Coppa Italia contro la Juventus, subentrando a Recoba dopo l'espulsione di Toldo: coi milanesi in vantaggio per 2-1, subisce da Di Vaio la rete del definitivo pareggio.
Aggregato al ritiro estivo da Mancini, sedutosi sulla panchina interista nel luglio 2004, non trova spazio anche per via di una frattura al polso riportata in allenamento su una conclusione in porta di Recoba. Nel gennaio 2005, sempre con la formula del prestito, è quindi tesserato nuovamente dalla compagine ligure, con cui vince la Coppa Italia Serie C.
Nella stagione 2005-2006 si trasferisce in prestito all'Acireale in Serie C1, trovando spazio da titolare. Nell'annata 2006-2007 passa in prestito al Pizzighettone, sempre in Serie C1.

### Treviso, Lugano e Cittadella
Il 31 gennaio 2007, nell'ultimo giorno di calciomercato, viene acquistato dal Treviso, retrocesso in Serie B, dove viene impiegato come secondo portiere fino all'estate del 2009. Dopo aver giocato due partite in ciascuna nelle prime due stagioni, trova maggiore spazio nella terza, giocando 15 partite ma non riuscendo ad evitare la retrocessione in Lega Pro.
In seguito ai problemi finanziari della società trevigiana, culminati nel fallimento nell'estate 2009, Cordaz rimane svincolato e si trasferisce a parametro zero al Lugano, squadra militante nella seconda serie del campionato svizzero.
Nell'estate del 2011 viene acquistato dal Cittadella, militante in Serie B, tornando così in Italia dopo due anni. A differenza della precedente esperienza a Treviso, Cordaz è il titolare della squadra e lo rimane per il successivo biennio. 

### Parma e Gorica
Nell'estate 2013 viene ingaggiato a parametro zero dal Parma, che lo manda in prestito al Gorica, una sua squadra satellite slovena, con cui colleziona 35 presenze in campionato e vince la Coppa di Slovenia. Rientrato a Parma nella stagione 2014-2015, non trova spazio, venendo relegato al ruolo di terzo portiere dietro Mirante e Iacobucci.

### Crotone
Nel gennaio 2015 si trasferisce in prestito al Crotone, in Serie B. Con il suo arrivo contribuisce in maniera importante alla salvezza della squadra calabrese, arrivata solo all'ultima giornata del campionato cadetto.
Dopo essere rimasto svincolato in seguito al fallimento del Parma, società proprietaria del suo cartellino, l'8 luglio 2015 passa a titolo definitivo al Crotone. Dopo aver ottenuto la promozione dalla Serie B, il 21 agosto 2016, all'età di 33 anni, esordisce in Serie A nella partita contro il Bologna (persa per 1-0). Gioca 36 delle 38 partite della squadra calabrese (saltandone una per un problema al piede e l'altra per squalifica), contribuendo significativamente alla salvezza della squadra (che ottiene 20 punti nelle ultime 9 partite, frutto di 6 vittorie, 2 pareggi e una sconfitta), arrivata all'ultima giornata grazie al successo interno per 3-1 sulla Lazio. Rimane a Crotone anche nella successiva annata, chiusa con la retrocessione in Serie B. Difende la porta della squadra calabrese anche nei successivi anni, riuscendo a riconquistare la massima serie dopo due anni di assenza. Il 7 marzo 2021 raggiunge le 100 presenze in Serie A.

### Ritorno all'Inter
Il 25 giugno 2021 fa ritorno all'Inter, a titolo gratuito, firmando un contratto annuale. Gioca la prima partita dal suo ritorno all'Inter il 3 giugno 2023, all'ultima giornata di campionato contro il Torino, vinta per 1-0, subentrando a Samir Handanovič al 65º minuto e colleziona la seconda presenza in assoluto con i nerazzurri dopo quella in Coppa Italia contro la Juventus del 2004. A fine stagione non rinnova il proprio contratto con il club, rimanendo così svincolato.  Senza praticamente mai scendere in campo, in due stagioni ha modo di conquistare due Supercoppe italiane (2021 e 2022) e due Coppe Italia (2021-2022 e 2022-2023).

## Statistiche

### Presenze e reti nei club
Statistiche aggiornate al 3 giugno 2023.
| Stagione          | Squadra           | Campionato        | Campionato | Campionato | Coppe nazionali | Coppe nazionali | Coppe nazionali | Coppe continentali | Coppe continentali | Coppe continentali | Altre coppe | Altre coppe | Altre coppe | Totale | Totale |
| Stagione          | Squadra           | Comp              | Pres       | Reti       | Comp            | Pres            | Reti            | Comp               | Pres               | Reti               | Comp        | Pres        | Reti        | Pres   | Reti   |
| ----------------- | ----------------- | ----------------- | ---------- | ---------- | --------------- | --------------- | --------------- | ------------------ | ------------------ | ------------------ | ----------- | ----------- | ----------- | ------ | ------ |
| 2002-2003         | Spezia            | C1                | 1          | -1         | CI+CI-C         | 1+2             | 0 + -1          | -                  | -                  | -                  | -           | -           | -           | 4      | -2     |
| 2003-2004         | Inter             | A                 | 0          | 0          | CI              | 1               | -1              | UCL+CU             | 0                  | 0                  | -           | -           | -           | 1      | -1     |
| 2004-gen. 2005    | Inter             | A                 | 0          | 0          | CI              | 0               | 0               | UCL                | 0                  | 0                  | -           | -           | -           | 0      | 0      |
| gen.-giu. 2005    | Spezia            | C1                | 5          | -6         | CI-C            | 1               | 0               | -                  | -                  | -                  | -           | -           | -           | 6      | -6     |
| Totale Spezia     | Totale Spezia     | Totale Spezia     | 6          | -7         |                 | 4               | -1              |                    | -                  | -                  |             | -           | -           | 10     | -8     |
| 2005-2006         | Acireale          | C1                | 30         | -28        | CI+CI-C         | 0+0             | 0               | -                  | -                  | -                  | -           | -           | -           | 30     | -28    |
| 2006-gen. 2007    | Pizzighettone     | C1                | 18         | -25        | CI-C            | 0               | 0               | -                  | -                  | -                  | -           | -           | -           | 18     | -25    |
| gen.-giu. 2007    | Treviso           | B                 | 2          | -2         | CI              | 0               | 0               | -                  | -                  | -                  | -           | -           | -           | 2      | -2     |
| 2007-2008         | Treviso           | B                 | 2          | -2         | CI              | 0               | 0               | -                  | -                  | -                  | -           | -           | -           | 2      | -2     |
| 2008-2009         | Treviso           | B                 | 15         | -27        | CI              | 1               | -2              | -                  | -                  | -                  | -           | -           | -           | 16     | -29    |
| Totale Treviso    | Totale Treviso    | Totale Treviso    | 19         | -31        |                 | 1               | -2              |                    | -                  | -                  |             | -           | -           | 20     | -33    |
| 2009-2010         | Lugano            | CL                | 27+2       | -26 + -2   | CS              | 0               | 0               | -                  | -                  | -                  | -           | -           | -           | 29     | -28    |
| 2010-2011         | Lugano            | CL                | 29         | -32        | CS              | 2               | -3              | -                  | -                  | -                  | -           | -           | -           | 31     | -35    |
| Totale Lugano     | Totale Lugano     | Totale Lugano     | 56+2       | -58 + -2   |                 | 2               | -3              |                    | -                  | -                  |             | -           | -           | 60     | -63    |
| 2011-2012         | Cittadella        | B                 | 40         | -60        | CI              | 2               | -4              | -                  | -                  | -                  | -           | -           | -           | 42     | -64    |
| 2012-2013         | Cittadella        | B                 | 40         | -54        | CI              | 2               | 0               | -                  | -                  | -                  | -           | -           | -           | 42     | -54    |
| Totale Cittadella | Totale Cittadella | Totale Cittadella | 80         | -114       |                 | 4               | -4              |                    | -                  | -                  |             | -           | -           | 84     | -118   |
| 2013-2014         | Gorica            | 1. SNL            | 35         | -32        | CS              | 3               | -1              | -                  | -                  | -                  | -           | -           | -           | 38     | -33    |
| 2014-gen. 2015    | Parma             | A                 | 0          | 0          | CI              | 0               | 0               | -                  | -                  | -                  | -           | -           | -           | 0      | 0      |
| gen.-giu. 2015    | Crotone           | B                 | 19         | -18        | CI              | 0               | 0               | -                  | -                  | -                  | -           | -           | -           | 19     | -18    |
| 2015-2016         | Crotone           | B                 | 42         | -36        | CI              | 3               | -3              | -                  | -                  | -                  | -           | -           | -           | 45     | -39    |
| 2016-2017         | Crotone           | A                 | 36         | -54        | CI              | 1               | -2              | -                  | -                  | -                  | -           | -           | -           | 37     | -56    |
| 2017-2018         | Crotone           | A                 | 38         | -66        | CI              | 1               | -1              | -                  | -                  | -                  | -           | -           | -           | 39     | -67    |
| 2018-2019         | Crotone           | B                 | 32         | -33        | CI              | 2               | -3              | -                  | -                  | -                  | -           | -           | -           | 34     | -36    |
| 2019-2020         | Crotone           | B                 | 36         | -38        | CI              | 2               | -6              | -                  | -                  | -                  | -           | -           | -           | 38     | -44    |
| 2020-2021         | Crotone           | A                 | 36         | -91        | CI              | 0               | 0               | -                  | -                  | -                  | -           | -           | -           | 36     | -91    |
| Totale Crotone    | Totale Crotone    | Totale Crotone    | 239        | -336       |                 | 9               | -15             |                    | -                  | -                  |             | -           | -           | 248    | -351   |
| 2021-2022         | Inter             | A                 | 0          | 0          | CI              | 0               | 0               | UCL                | 0                  | 0                  | SI          | 0           | 0           | 0      | 0      |
| 2022-2023         | Inter             | A                 | 1          | 0          | CI              | 0               | 0               | UCL                | 0                  | 0                  | SI          | 0           | 0           | 1      | 0      |
| Totale Inter      | Totale Inter      | Totale Inter      | 1          | 0          |                 | 1               | -1              |                    | 0                  | 0                  |             | 0           | 0           | 2      | -1     |
| Totale carriera   | Totale carriera   | Totale carriera   | 486        | -623       |                 | 24              | -27             |                    | 0                  | 0                  |             | 0           | 0           | 508    | -650   |

## Palmarès

### Competizioni giovanili
- Campionato Primavera: 1

Inter: 2001-2002
- Torneo di Viareggio: 1

Inter: 2002

### Competizioni nazionali
- Coppa Italia Serie C: 1

Spezia: 2004-2005
- Coppa di Slovenia: 1

Gorica: 2013-2014
- Supercoppa italiana: 2

Inter: 2021, 2022
- Coppa Italia: 2

Inter: 2021-2022, 2022-2023